# Tapinogyna
Tapinogyna là một chi bướm đêm thuộc họ Geometridae.